# Seiichi Miyake
Seiichi Miyake (en japonais : 三宅精一), né le 5 février 1926 et mort en 1982, est un inventeur japonais. Il est connu pour avoir conçu les surfaces podotactiles, qui aident les piétons malvoyants à se déplacer.

## Création
En 1965, Miyake utilise ses propres fonds pour concevoir les briques tactiles. Les surfaces ont deux types : une avec des points et l'autre avec des lignes verticales. Les points indiquent aux piétons qu'il faut faire attention, tandis que les barres verticales signifient qu'il est possible de continuer à avancer. 
Deux ans plus tard, le 18 mars 1967, la ville d'Okayama est la première à installer cette invention pour les malvoyants.
10 ans plus tard, le système devient obligatoire dans les gares de la compagnie ferroviaire Japanese National Railways.

## Hommage
Le 18 mars 2019, un Google Doodle lui rend hommage,.